# Lobomonas rostrata
Lobomonas rostrata là một loài tảo trong họ Chlamydomonadaceae, thuộc chi Lobomonas.